# 卡皮茲省
卡皮茲省（卡皮塞尼奧文及希利盖农文：Kapuoran sang Capiz；他加禄文：Tagalog: Lalawigan ng Capiz；又譯作卡皮斯省或卡匹斯省），是菲律賓西米沙鄢大區下的一個省份，位於班乃島東北部，西鄰阿克蘭省、安蒂克省，南接伊洛伊洛省，首府為羅哈斯市。該省北面的錫布延海是知名裝飾用珠母貝的產區。

## 外部連結
- 维基共享资源上的相關多媒體資源：卡皮茲省